# Silenzio (racconto)
Silenzio, una favola è un racconto breve scritto da Edgar Allan Poe nel 1837, pubblicato originariamente col titolo Siope - A fable nel The Baltimore Book del 1838 e nei Racconti del grottesco e dell'arabesco del 1840, ripubblicato col titolo odierno sul Broadway Journal del 6 settembre 1845.

## Trama
Un Demone siede di fianco all'io narrante «nell'ombra del sepolcro» e gli racconta una storia che lo vede protagonista e che è ambientata in Libia, sulle rive del fiume Zaire.
Il Demone descrive l'ambiente circostante, caratterizzato dalle acque color zafferano del fiume, sul cui letto si estendono per molti chilometri gigli d'acqua e da cui proviene un perenne gorgoglio. Non c'è vento, eppure le acque ribollono rumorosamente sotto i raggi del sole, dando vita a un paesaggio che non conosce quiete.
In una notte di pioggia, una strana pioggia che, una volta caduta a terra, si trasforma in sangue, all'improvviso apparire della luna, lo sguardo del Demone è attratto da una roccia grigia che si erge sulla riva del fiume e sulla cui parete anteriore è incisa la parola Desolazione. Sulla sommità della roccia fa bella mostra di sé una figura maestosa, avvolta in una toga dell'antica Roma, che il Demone, studiati i lineamenti del viso, dichiara essere una divinità. A colpirlo è però soprattutto lo sguardo tormentato dell'uomo, pieno di disgusto per l'umanità e desideroso di solitudine.
Volendo suscitare in lui una reazione, poiché il cielo lampeggiante, la luna rossa, la pioggia di sangue e il mormorio spaventoso che proviene dai gigli, pur in assenza di una bava di vento, paiono non turbarlo, il Demone chiama dai recessi della palude gli ippopotami, i quali accorrono e muggiscono con fragore, senza tuttavia provocare il minimo turbamento nell'uomo. Il Demone, stizzito, scatena una tempesta violentissima da far crollare la foresta, gonfiare le acque del fiume e scuotere alla base perfino la roccia dove l'uomo siede, ma anche così in nulla muta il distacco dell'uomo. Preso dalla furia, il Demone lancia allora la maledizione del silenzio e tutto intorno tace e si ferma. Contemporaneamente, l'incisione sulla roccia cambia e la parola Silenzio sostituisce la precedente. L'uomo ha un sussulto, si solleva in piedi e ascolta il silenzio, quindi, terrorizzato, fugge via.
Conclusa la sua storia, il Demone ricade «nella cavità della tomba» e ride, maledicendo ingiustamente il narratore che non può ridere con lui, essendo sua la responsabilità di aver portato nel mondo il silenzio, il quale risparmia solo colui che l'ha invocato. Ai piedi del Demone si accovaccia la lince, «che dimora in eterno» nello stesso sepolcro.

## Edizione di riferimento
- Edgar Allan Poe, Tutti i racconti, La Spezia, Fratelli Melita Editore, 1992, ISBN 88-403-7263-6.
- (EN) Dawn B. Sova, Critical Companion to Edgar Allan Poe: A Literary Reference to His Life and Work, New York, Infobase Publishing, 2007, ISBN 9781438108421.